# Nostalgia di un altro mondo
Nostalgia di un altro mondo è una raccolta di racconti della scrittrice statunitense Ottessa Moshfegh, composta da 14 testi.

## Racconti
- Tentativi per migliorarsi (Bettering Myself, pubblicato per la prima volta su The Paris Review, No. 204, Spring 2013)[2]
- Il signor Wu (Mr. Wu, pubblicato per la prima volta con il titolo Disgust su The Paris Review, No. 202, Fall 2012)[3]
- Malibu (Malibu pubblicato per la prima volta su Vice, 3 luglio, 2013)[4]
- Strana gente (The Weirdos, pubblicato per la prima volta su The Paris Review, No. 206, Fall 2013)[5]
- Una strada buia e tortuosa (A Dark and Winding Road, pubblicato per la prima volta su The Paris Review, No. 207, Winter 2013)[6]
- Non è un posto per brava gente (No Place for Good People, pubblicato per la prima volta su The Paris Review, No. 209, Summer 2014)[7]
- La casa di villeggiatura (Slumming, pubblicato per la prima volta su The Paris Review, No. 211, Winter 2014)[8]
- Una donna onesta (An Honest Woman, pubblicato per la prima volta su The New Yorker, 24 ottobre, 2016)[9]
- Il ragazzo della spiaggia (The Beach Boy, pubblicato per la prima volta su The New Yorker, 4 gennaio, 2016)[10]
- Qui non succede mai niente (Nothing Ever Happens Here, pubblicato per la prima volta su Granta, 131, Spring 2015)[11]
- Danzando al chiaro di luna (Dancing in the Moonlight, pubblicato per la prima volta su The Paris Review, No. 214, Fall 2015)[12]
- Il sostituto (The Surrogate, pubblicato per la prima volta su Vice, 5 giugno, 2015)[13]
- La stanza chiusa (The Locked Room, pubblicato per la prima volta su The Baffler, No. 30, marzo 2016)[14]
- Un posto migliore (A Better Place, unico racconto inedito di questa raccolta)

## Edizioni
Ottessa Moshfegh, Nostalgia di un altro mondo, collana I narratori, Feltrinelli, 2018, traduzione di Gioia Guerzoni, pp. 224, ISBN 9788807032899
Ottessa Moshfegh, Nostalgia di un altro mondo, collana Universale Economica, Feltrinelli, 2021, traduzione di Gioia Guerzoni, pp. 224, ISBN 9788807895159